# Water from the Wells of Home
A Water from the Wells of Home, Johnny Cash amerikai country énekes 1988-ban kiadott albuma, melyet a Mercury Records jelentetett meg. Cash a lemezen barátaival és családtagjaival énekel együtt. A vendégénekesek: Paul McCartney, Waylon Jennings, Glen Campbell és Emmylou Harris. A családtagok: John Carter Cash és June Carter Cash.

## Dalok
1. Ballad of a Teenage Queen ( Johnny Cash, Rosanne Cash és az Everly Brothers) – 2:45
2. As Long as I Live (Johnny Cash, Emmylou Harris és Roy Acuff ) – 2:58
3. Where Did We Go Right (Johnny Cash, John Carter Cash és June Carter Cash ) – 2:58
4. The Last of the Drifters (Johnny Cash és Tom T. Hall) – 3:17
5. Call Me the Breeze (Johnny Cash és John Carter Cash) – 3:24
6. That Old Wheel (Johnny Cash és Hank Williams, Jr.) – 2:49
7. Sweeter Than the Flowers (Johnny Cash és Waylon Jennings) – 2:56
8. A Croft in Clachan (The Ballad of Rob MacDunn) (Johnny Cash és Glen Campbell) – 4:04
9. New Moon Over Jamaica (Johnny Cash és Paul McCartney) – 3:12
10. Water from the Wells of Home (Johnny Cash és John Carter Cash) – 2:58

## Munkatársak
- Johnny Cash – ének, gitár
- Glen Campbell – ének
- John Carter Cash – ének
- Emmylou Harris – ének
- Waylon Jennings – ének
- Paul McCartney – ének, gitár
- Al Casey – gitár
- Traci Werbel – Coordination

## A Billboard listán
Album – Billboard (USA)
| Év   | Lista           | Helyezés |
| ---- | --------------- | -------- |
| 1988 | Country Albumok | 48       |

Kislemezek – Billboard (USA)
| Év   | Dal                         | Lista              | Helyezés |
| ---- | --------------------------- | ------------------ | -------- |
| 1988 | "Ballad of a Teenage Queen" | Country kislemezek | 45       |
| 1989 | "That Old Wheel"            | Country kislemezek | 21       |

## Külső hivatkozások
- Johnny Cash: A Magyar Portál
- A linkgyűjtemény